# Lychnosea interminaria
Lychnosea interminaria är en fjärilsart som beskrevs av Augustus Radcliffe Grote 1877. Lychnosea interminaria ingår i släktet Lychnosea och familjen mätare. Inga underarter finns listade i Catalogue of Life.